# 熙宗 (金)
熙宗（きそう）は、金の第3代皇帝。女真（ジュシェン）名は合剌（ホラ）、漢名は亶（たん）。太祖阿骨打（アクダ）の嫡子である繩果（宗峻）の長男。生母は女真貴族の娘の蒲察氏である。皇后は女真貴族の裴満忽撻の娘の裴満氏（悼平皇后、天眷元年（1138年）に皇后に昇格）。

## 生涯
天会10年（1132年）に大叔父の太宗呉乞買（ウキマイ）の皇太子となり、天会10年（1135年）に太宗の崩御により即位した。熙宗の代にはそれまでの女真式の部族制国家から脱却、皇帝独裁の確立を目指して王朝の漢化が図られ、漢風の官制を導入した。また中央集権化が進められ、華北の支配の強化なども行なっている。
外交においては、皇統元年（1141年）に南宋との間で最初の和議を結び、淮水の線を国境とする分断の固定化が行われ、そのために宋は金に対して臣下の礼を取り、歳幣を毎年支払うことを定めるなど、金にとって圧倒的に優位な条約を結んだ。
一方、皇太子の済安と魏王道済が夭折したため、皇帝の独裁強化のために先帝以来の功臣であった粘没喝（宗翰）をはじめ、女真（ジュシェン）人の重臣や王族の左遷と粛清を繰り返した。さらに、奢侈に走って酒に溺れるなどの暴政を繰り広げたため、皇統9年（1149年）12月9日、自身の反対派と共謀、側近を仲間に引き入れた従弟の迪古乃（海陵王）によって殺害された。寝殿係の大興国が鍵を開けたことによって宮殿に密やかに侵入され、寝室まで踏み込まれた際に佩刀で迎撃しようとしたが、大興国によって佩刀を移されていた。そのため武器を手にすることができず、自身の護衛の徒単阿里出虎も加わった侵入者たちによって斬られた後、最後は迪古乃によってとどめをさされるという壮絶な最期だったという。享年31。
死後、海陵王によって東昏王と王に格下げされて葬られたが、後年に海陵王を廃して即位した従弟の世宗によって、まず大定元年（1161年）に閔宗の廟号と武霊皇帝の諡号を追贈され、大定19年（1179年）に弘基纘武荘靖孝成皇帝と諡号を改められ、大定27年（1187年）に熙宗と廟号を改められた。

## 宗室

### 妻妾
- 悼平皇后（裴満氏）
- 徳妃烏古論氏
- （賢妃[注釈 3]）
- 妃張氏
- 妃裴満氏
- 妃趙賽月 - 北宋で華福帝姫。徽宗の娘
- 妃趙金姑 - 北宋で慶福帝姫。徽宗の娘
- 妃趙玉嬙 - 北宋の皇族趙枢の娘
- 妃趙飛燕 - 北宋の皇族趙俁の娘
- 夫人趙玉盤 - 北宋で嘉徳帝姫。徽宗の娘
- 夫人趙金奴 - 北宋で栄徳帝姫。徽宗の娘
- 夫人趙串珠 - 北宋で寧福帝姫。徽宗の娘
- 夫人趙金印 - 北宋で令福帝姫。徽宗の娘
- 夫人趙檀香 - 北宋の皇族趙偲の娘

### 子女
- 男子：英悼太子済安（母は悼平皇后）、魏王道済（母は賢妃）
- 女子：鄭国公主、冀国公主、代国公主、梁国公主、瀋国公主